# Ağdərə (Xızı)
Ağdərə è un comune dell'Azerbaigian situato nel distretto di Xızı. Conta una popolazione di 241 abitanti.